# Светий Николе
Светий Николе (мак. Свети Николе) — місто в центральній частині Північної Македонії, в Овчепольській улоговині. За переписом 2021 року, в місті проживають 11 728 осіб. Светий Николе — центр однойменної громади.

## Історія
На початку XX століття Светий Николе — велике болгаро-турецьке село. Турецька назва села — Кліселі.

## Люди, пов'язані з містом
- Югославія  Північна Македонія Лазар Колішевський (1914–2000) — югославський комуніст, політик
- Північна Македонія Кирил Лазарів (1980) — македонська гандболіст
- Христофор Серафимов (1893—1951) — болгарський військовий діяч
- Слав'янка Стоянова (* 1953) — македонський політик

## Фото

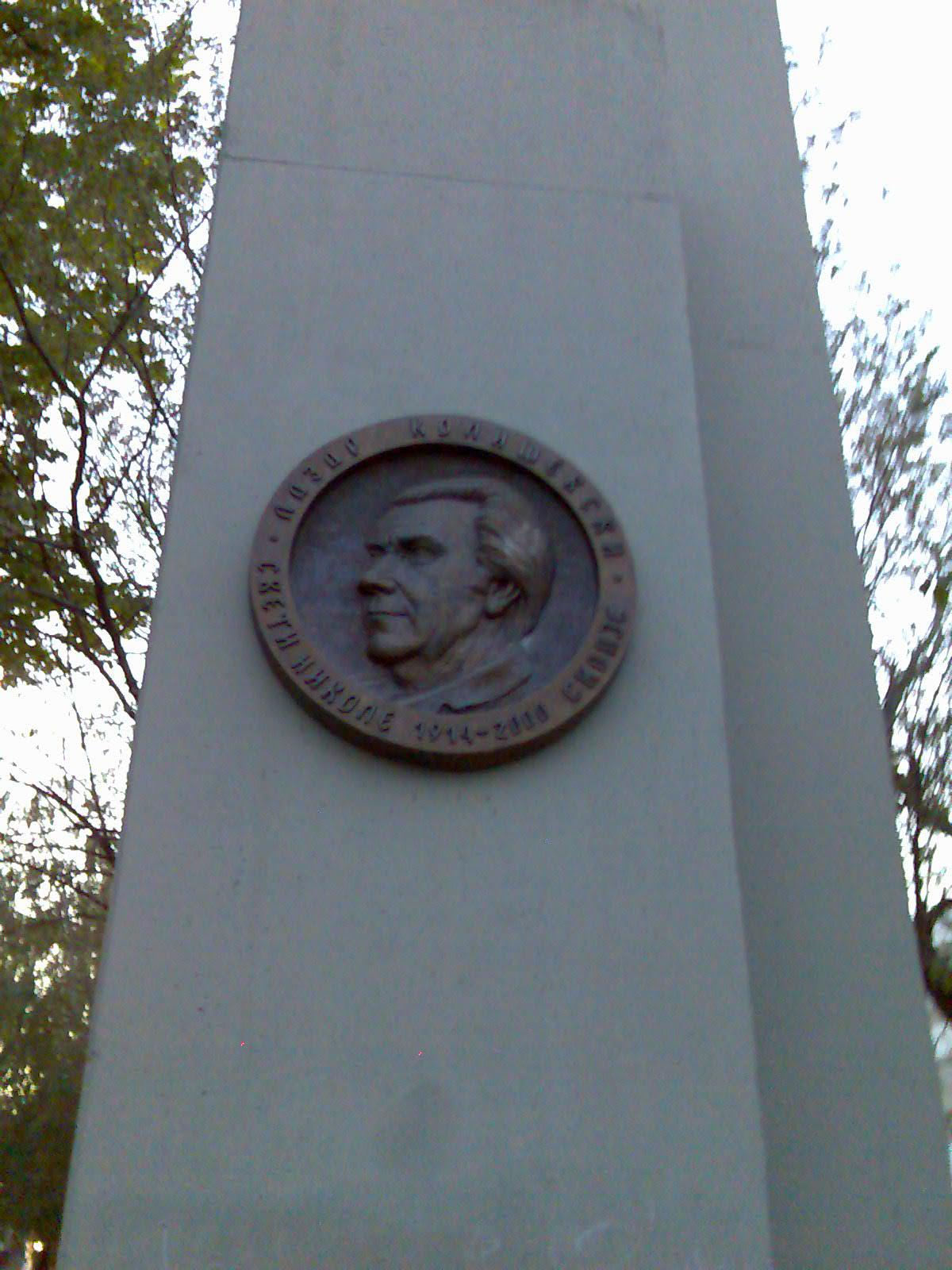
Пам'ятник Лазару Колішевському

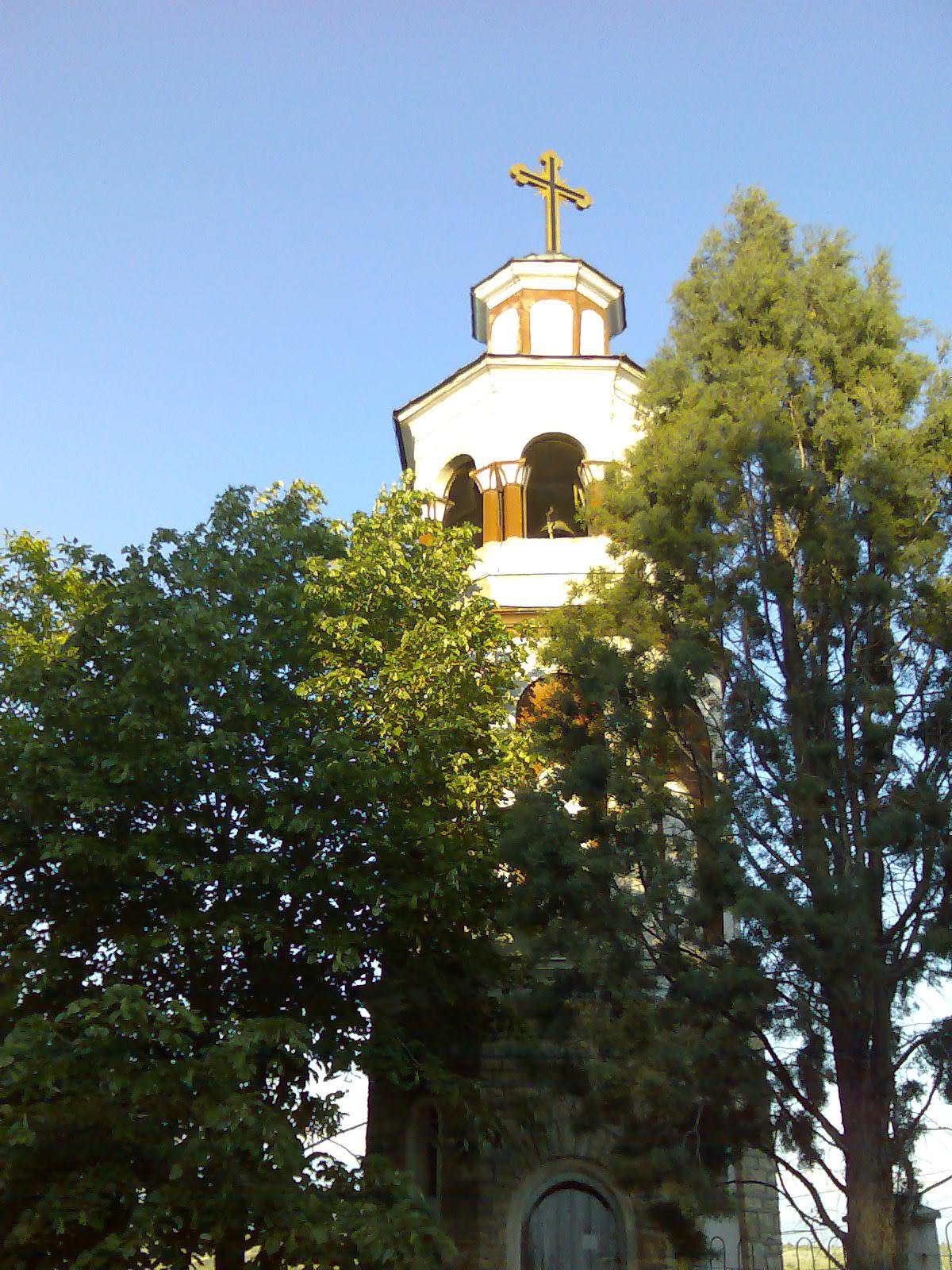
Дзвіниця церкви
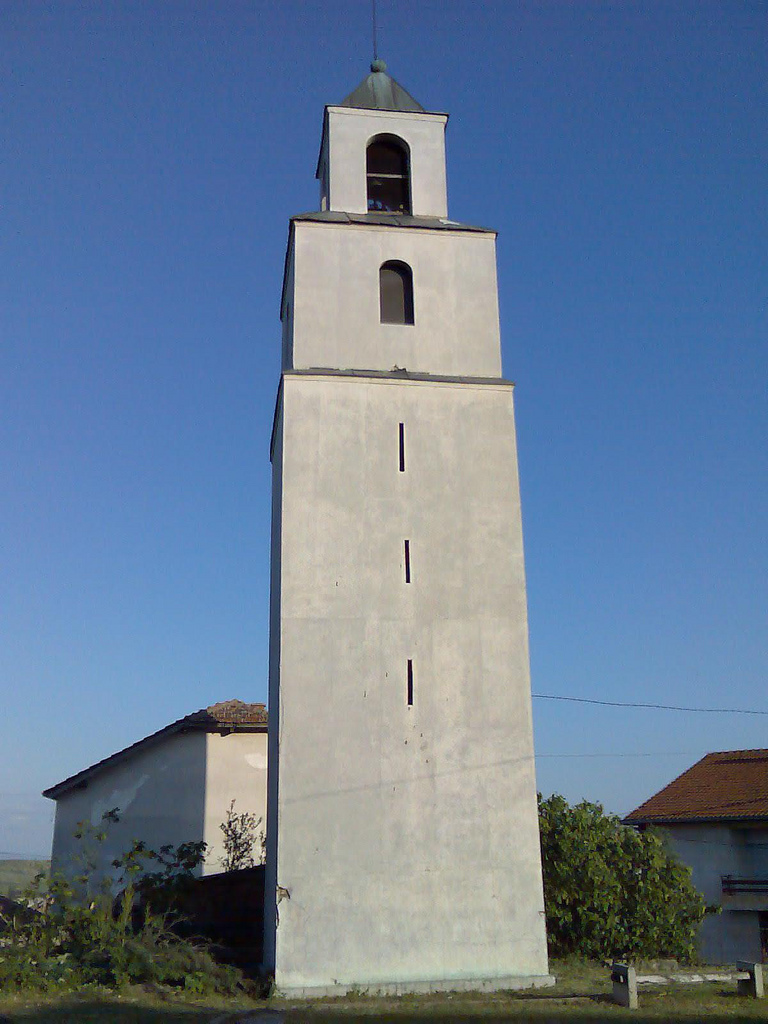
Башта в Светому Николе